# بيل لوبي
بيل لوبي (بالإنجليزية: Bill Looby) هو لاعب كرة قدم أمريكي في مركز الهجوم، ولد في 11 نوفمبر 1931 في سانت لويس في الولايات المتحدة، وتوفي بنفس المكان في 9 ديسمبر 1998. شارك مع منتخب الولايات المتحدة لكرة القدم. أما مع النوادي، فقد لعب مع St. Louis Kutis S.C. ‏.

## وصلات خارجية
- بيل لوبي على موقع الاتحاد الدولي (مؤرشف)  (الإنجليزية)
- بيل لوبي على موقع اللجنة الأولمبية الدولية (الإنجليزية)
- بيل لوبي على موقع أوليمبيديا (الإنجليزية)